# Stanisław Cikowski
Stanisław Kazimierz Cikowski (Czarny Dunajec, 14 februari 1899 – Krakau, 2 december 1959) was een Pools voetballer die gedurende zijn gehele carrière voor Cracovia Kraków speelde.
Cikowski speelde 9 wedstrijden voor het Pools voetbalelftal. Hij maakte zijn debuut voor dit elftal tijdens de eerste officiële wedstrijd voor het land. Deze vond plaats op 18 december 1921 tegen Hongarije. Hij maakte tevens deel uit van de Poolse selectie voor de Olympische Zomerspelen 1924, waar Polen na een 5-0 nederlaag tegen Hongarije al na de eerste ronde uitgeschakeld was.